# Cloxazolam
Il cloxazolam è uno psicofarmaco della categoria degli ansiolitici benzodiazepinici non più largamente utilizzato.

## Usi medici
Il cloxazolam ha proprietà ansiolitiche, anticonvulsanti, sedative e miorilassanti. Per le sue proprietà è comunemente utilizzato per trattare i disturbi d'ansia, l'insonnia e gli spasmi muscolari.